# Provincia di Manisa
La provincia di Manisa (in turco Manisa ili) è una provincia della Turchia.
Dal 2012 il suo territorio coincide con quello del comune metropolitano di Manisa (Manisa Büyükşehir Belediyesi).

## Geografia antropica

### Suddivisioni amministrative

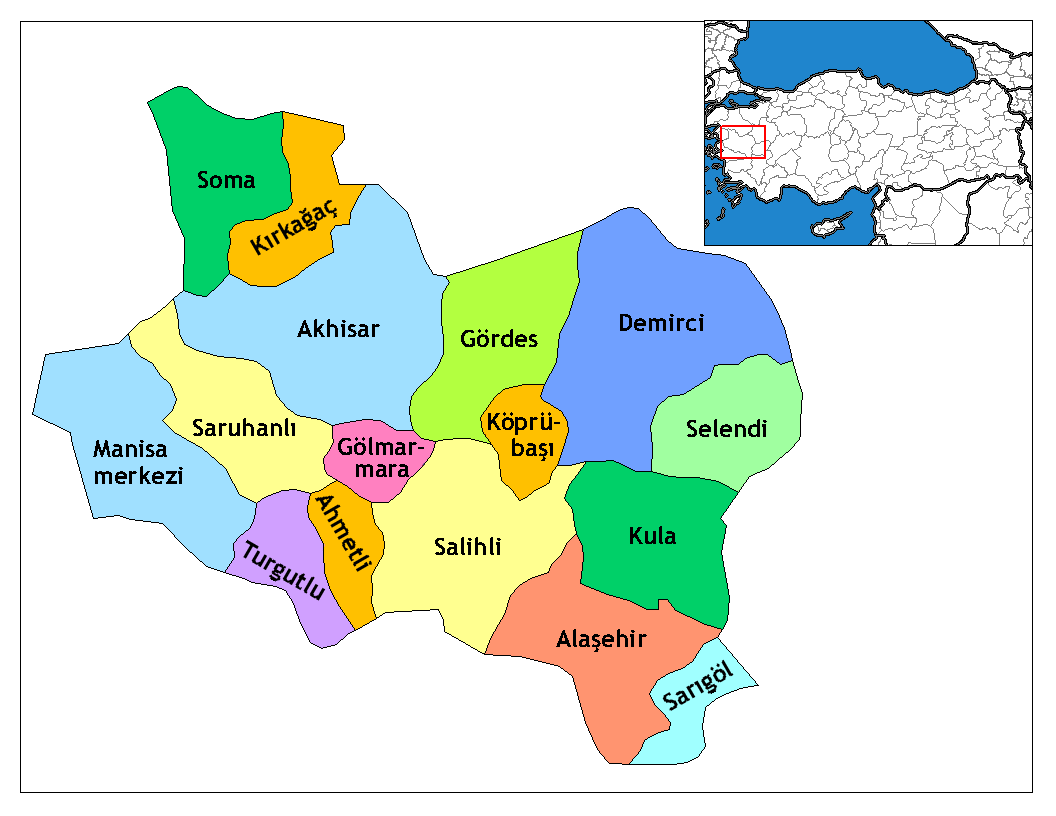
Distretti della provincia di Manisa prima del 2012

La provincia è divisa in 17 distretti: 	
| - Ahmetli - Akhisar - Alaşehir - Demirci - Gölmarmara - Gördes - Kırkağaç - Köprübaşı - Kula | - Salihli - Sarıgöl - Saruhanlı - Selendi - Şehzadeler - Soma - Turgutlu - Yunusemre |

Nel 2012 il distretto centrale è stato soppresso e il suo territorio diviso tra i nuovi distretti di Şehzadeler e Yunusemre.
Fanno parte della provincia 84 comuni e 785 villaggi.